# شرایط مرزی متناوب

شرایط مرزی متناوب در دو بعد

شرایط مرزی متناوب PBC (به انگلیسی: Periodic boundary condition) مجموعه‌ای از شرایط مرزی هستند که برای تقریب زدن یک سیستم بزرگ (بی‌نهایت) با استفاده از یک بخش کوچک آن به نام سلول واحد، انتخاب می‌شوند. شرایط مرزی متناوب اغلب در شبیه‌سازی کامپیوتری و مدل‌سازی ریاضی استفاده می‌شود.
در الکترومغناطیس، می‌توان PBCها را برای تحلیل ویژگیهای الکترومغناطیسی ساختارهای متناوب استفاده کرد.